# Mozelos (Santa Maria da Feira)
Mozelos ist eine Gemeinde in Portugal.

## Geschichte
Ein Überbleibsel eines Teils einer Römerstraße geht durch den Ort. Es wird vermutet, dass diese Straße eine Verbindung mit dem Alto Minho hatte und weiter nach Galicien führte.
Es gibt ein Schriftstück aus dem Jahr 1097, nachdem die Gemeinde damals „Moazellus“ genannt wurde. Die Legende besagt weiterhin, dass dieser Name von einer alten Dame französischer Herkunft, die dort lebte, abgeleitet wurde. Im Laufe der Zeit wurde aus Mademoiselle Moazellus, später Mozelos.
1989 wurde Mozelos zur Kleinstadt (Vila) erhoben.

## Verwaltung
Mozelos ist eine Gemeinde (Freguesia) im Kreis (Concelho) von Santa Maria da Feira, im Distrikt Aveiro. Sie umfasst 5,8 Quadratkilometer Fläche und hat 7297 Einwohner (Stand 19. April 2021). Die Bevölkerungsdichte beträgt 1256 Einwohner pro Quadratkilometer.

## Wirtschaft
Mozelos ist heute immer noch ein bedeutender Ort in der Herstellung portugiesischer Kork-Produkte. Américo Amorim, einer der Gründer des Unternehmens Amorim & Irmão, wurde hier 1934 geboren. Er war weltweit unbestritten der wichtigste Geschäftsmann in diesem Bereich und neben Belmiro de Azevedo der reichste Mann Portugals.

## Söhne und Töchter der Gemeinde
- Manuel Laranjeira (1877–1912), Arzt und Schriftsteller, insbesondere Veröffentlichungen über die Politik seiner Zeit
- Américo Amorim (1934–2017), Unternehmer
- Rúben Neves (* 1997), Fußballspieler